# Władimir Komarow (kompozytor)
Władimir Konstantinowicz Komarow (ros. Владимир Константинович Комаров; ur. 27 grudnia 1940) – radziecki i rosyjski kompozytor muzyki filmowej. 

## Wybrana muzyka filmowa

### Filmy animowane
- 1977: O trąbce i ptaszku (cz. II)

### Filmy fabularne
- 1981: Mężczyźni

## Nagrody i odznaczenia
- Zasłużony Działacz Sztuk RFSRR (1989)
- Laureat Nagrody „Nika” (1995)
- Ludowy Artysta Federacji Rosyjskiej (2001)[1]
- Order Honoru (2006)[2]
- Order Przyjaźni (2013)[3]